# Agrep
Agrep（Approximate grep）是一種開源近似字串搜索程式，由 Udi Manber 與吳昇（Sun Wu）在 1988 至 1991 年開發。
該程式主要用於 Unix，後來被移植到 OS/2、DOS 和 Windows 中。
該程式可以從內建的已知最快的字串搜尋演算法中，找尋最適合用於當前搜索的方案，這其中也包含了 Manber 與吳昇開發的基於 Levenshtein距离 的 Bitap 演算法。Agrep 也同時是 GLIMPSE 的搜尋引擎。

## 替代品
TRE agrep 是由 TRE 正則表達函式庫提供的，跟 Manber 與 Wu 的 agrep 比較，它透過將權重與成本分配給不同的模式組 (pattern group) 得到更強的效能。
FREJ (Fuzzy Regular Expressions for Java) 開源函式庫提供了命令行界面，使用方式與 agrep 相似。但與 agrep 或 TRE 不同，它可以為被匹配的字串或文本構建複雜的替換。